# Cootie Williams
Pour les articles homonymes, voir Williams.
Charles Melvin (« Cootie ») Williams (24 juillet 1910 - 14 septembre 1985) est un trompettiste américain de jazz et de rhythm and blues.

## Biographie
Né à Mobile, en Alabama, il fait ses armes en tant que membre de l'orchestre de Duke Ellington avec lequel il joue entre 1929 et 1940. Durant cette période, il enregistre aussi sous son nom, seul ou avec d'autres personnalités de l'orchestre. En 1940, il rejoint l'orchestre de Benny Goodman puis forme son propre orchestre en 1941. Il y emploie notamment Eddie "Lockjaw" Davis, Bud Powell, Eddie Vinson et d'autres jeunes musiciens. Le 12 février 1945, dans un broadcast au Savoy Ballroom, Charlie Parker joue à ses côtés.
Il se tourne de plus en plus vers le rhythm and blues à la fin des années 1940. Durant les années 1950, il joue avec de petits groupes et tombe en partie dans l'oubli quoique, vers la fin de cette décennie, il enregistre plusieurs albums, notamment avec Rex Stewart, autre ex-trompettiste ellingtonien. Il réintègre l'orchestre de Duke Ellington en 1962 et y restera jusqu'en 1974, après le décès du Duke.
Musicalement, Cootie Williams est connu pour son style « jungle », lorsqu'il fait rugir sa trompette à la manière du trompettiste Bubber Miley ou du tromboniste Joe 'Tricky Sam' Nanton, grâce à deux sourdines, la plunger mute (simple débouche lavabo en caoutchouc), tenue de la main gauche pour obtenir l'effet wa wa, et une straight mute en aluminium fixée dans le pavillon. Il est même réputé avoir inspiré Wynton Marsalis pour l'utilisation que ce dernier en fait.

## Titres
- Echoes of jungle 1932 avec Duke Ellington
- Echoes of Harlem 1937 avec Duke Ellington
- Ring dem bells 1937 avec Lionel Hampton
- Concerto for Cootie 1940 avec Duke Ellington
- Stormy weather 1940 avec Duke Ellington
- In a mellotone 1940 avec Duke Ellington
- Harlem airshaft 1940 avec Duke Ellington
- Air mail special 1941 avec Benny Goodman
- Blue garden blues 1944
- Block rock 1957

## Discographie

### Cootie Williams
- Cootie Williams et son orchestre 1941-44 vol.1 the chronological Classics 827
- Cootie Williams et son orchestre vol.2 1945-46 the chronological Classics 981

### avec Duke Ellington
- Duke Ellington vol.5 au vol.27 the chronological Classics cf Duke Ellington
- Far East Suite

### avec Benny Goodman
- Benny Goodman 1941 the chronological Classics 1202

## Source
- Philippe Carles, André Clergeat, Dictionnaire du Jazz, Bouquins Robert Laffont 1988, p. 1089
- Notices d'autorité :   - VIAF
  - ISNI
  - BnF (données)
  - IdRef
  - LCCN
  - GND
  - Italie
  - CiNii
  - Espagne
  - Pays-Bas
  - Pologne
  - Israël
  - Tchéquie
  - WorldCat
- Notices dans des dictionnaires ou encyclopédies généralistes :   - American National Biography
  - Britannica
  - Brockhaus
  - Enciclopedia De Agostini
  - Nationalencyklopedin
  - Store norske leksikon
  - Universalis
- Ressources relatives à la musique :   - All About Jazz
  - AllMusic
  - Carnegie Hall
  - Discography of American Historical Recordings
  - Discogs
  - Grove Music Online
  - MusicBrainz
  - Muziekweb
  - Rate Your Music